# XVII. legija
XVII. legija (latinsko Legio septima decima), rimska legija, katero je okoli leta 41 pr. n. št. ustanovil Gaj Avgust Oktavijan, najbrž zato, da bi zadušila upor Seksta Pompeja na Siciliji, ki je ogrožal dobave žita Rimu. Legija je bila popolnoma uničena 9. septembra leta 9 v bitki z Germani v Tevtoburškem gozdu. Ime in simbol legije  nista znana.
Po porazu Marka Antonija in Kleopatre v bitki pri Akciju leta 31 pr. n. št. je bila legija premeščena v Galijo, od tam pa na koncu 1. stoletja v Germanijo v kastrum Vetera (Xanten). Ko se je leta 5 n. št.  stanje v Germaniji umirilo, je bil za guvernerja province in poveljnika rimske germanske armade imenovan Publij Kvintilij Var.
Leta 9 je poveljnik heruške zavezniške vojske Arminij Vara obvestil o domnevnem uporu Germanov ob Renu. Var kljub opozorilom, da gre za prevaro, v obvestilo ni podvomil in se z vsemi svojimi tremi legijami (XVII., XVIII. in XIX.) odpravil proti zahodu. 9. septembra je njegova vojska v bližini sedanjega Osnabrücka padla v zasedo, ki so jo spretno pripravili Heruski pod Arminijevim poveljstvom. V bitki v Tevtoburškem gozdu so bile vse tri legije popolnoma uničene, njihove prapore pa so Germani zaplenili.
Izubljene prapore so Rimljani dobili nazaj v kasnejših vojnih pohodih leta 14, 15 in 41 in jih odnesli v Marsov tempelj v Rimu.
Izgubljene XVII.,  XVIII. in XIX. legije niso Rimljani nikoli niti obnovili niti uporabili njihovih številk, kar je izjemen primer v rimski zgodovini.

## Vira
- E. Ritterling, Legio (XVII, XVIII, XIX), Paulys Realencyclopädie der classischen Altertumswissenschaft, XII, 2, Stuttgart, 1925, kolone 1767–1768.
- J. Lendering, Legio XVII, Livius.org.